# Medalla Ramón y Cajal
La Medalla Ramón y Cajal es un galardón otorgado por la Real Academia de Ciencias Exactas, Físicas y Naturales por el que se premia la trayectoria científica de científicos nacidos en España menores de 50 años.

## Premios Otorgados
- 2017 Óscar Marín Parra[2]
- 2019 Susana Marcos Celestino[3]
- 2021 David Pérez García[4]
- 2023 Pablo Jarillo-Herrero